# Apêndice (biologia)

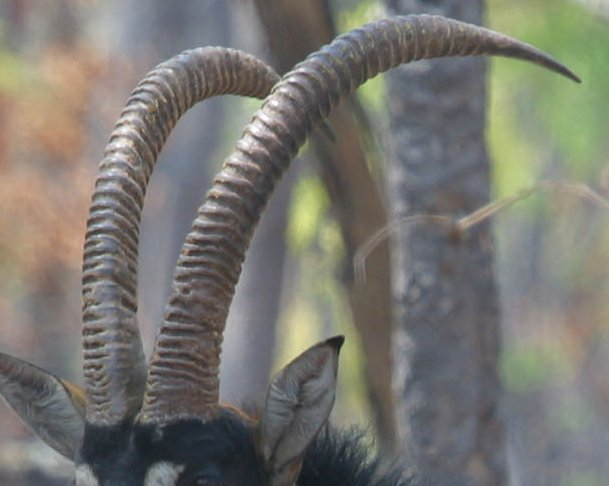
O chifres é um exemplo de Apêndice biológico.

Em zoologia, um apêndice é qualquer estrutura que se projeta para fora do corpo de um animal ou de um dos seus órgãos , como os membros ou as orelhas dos mamíferos, a tromba dos elefantes, os apêndices articulados dos artrópodes, os tentáculos dos moluscos ou os cirros de alguns protistas.
Os apêndices dos animais e protistas têm geralmente funções de locomoção, mas podem também estar adaptados à preensão das presas ou à própria ingestão, como é o caso dos maxilípedes dos artrópodes.